# Jezdovice
Jezdovice – miejscowość i gmina (obec) w Czechach, w kraju Wysoczyna, w powiecie Igława. W 2022 roku liczyła 246 mieszkańców.
W miejscowości jest przystanek kolejowy Jezdovice.